# Somersworth
Somersworth is een plaats (city) in de Amerikaanse staat New Hampshire, en valt bestuurlijk gezien onder Strafford County.

## Demografie
Bij de volkstelling in 2000 werd het aantal inwoners vastgesteld op 11.477. In 2006 is het aantal inwoners door het United States Census Bureau geschat op 11.783, een stijging van 306 (2,7%).

## Geografie
Volgens het United States Census Bureau beslaat de plaats een oppervlakte van 25,9 km², waarvan 25,3 km² land en 0,6 km² water. Somersworth ligt op ongeveer 43 m boven zeeniveau.

## Plaatsen in de nabije omgeving
De onderstaande figuur toont nabijgelegen plaatsen in een straal van 16 km rond Somersworth.